# Lothar Schürer
Lothar Schürer (* 1928) war Fußballspieler in Zwickau. Mit der ZSG Horch / BSG Motor Zwickau spielte er von 1949 bis 1953 in der Oberliga des Deutschen Sportausschusses, der höchsten Fußballspielklasse der DDR. 1950 wurde er mit Horch Zwickau erster DDR-Fußballmeister. 
Mit drei Ausscheidungsspielen gegen die BSG Carl Zeiss Jena (1:1, 2:2, 5:0) im August und September 1949 qualifizierte sich die ZSG Horch Zwickau, die Betriebssportgemeinschaft des Zwickauer Automobilwerkes Horch, für die Oberliga des Deutschen Sportausschusses, die in ihre erste Saison ging. Zu Aufgebot der Zwickauer für die Oberliga gehörte auch der 21-jährige offensive Mittelfeldspieler Lothar Schürer. Nach 26 Punktspielen stand die ZSG Horch als erster DDR-Fußballmeister fest. Schürer kam über den Status eines Ersatzspielers nicht hinaus, er trug nur mit zwölf torlosen Oberligaeinsätzen zur Meisterschaft bei. In den folgenden drei Spielzeiten bis 1953 konnte er seine Einsätze steigern und wurde nun in 70 Prozent aller Punktspiele eingesetzt. Insgesamt absolvierte er für die Zwickauer, die seit 1950 als BSG Motor antraten, 84 Oberligaspiele, in denen er acht Tore erzielte. 
1951 stand er mit der Landesauswahl Sachsen im Endspiel um den DDR-Länderpokal, das die Sachsen mit 2:1 über Sachsen-Anhalt gewannen.